# Erwin Umhauer
Erwin Umhauer (* 31. Juli 1878 in Kürnberg bei Schopfheim; † 15. November 1961 in Karlsruhe) war ein deutscher Politiker (DVP).

## Werdegang
Der promovierte Jurist war zunächst Ministerialrat im badischen Justizministerium und nach dem Tod von Emil Maier vom 1. Dezember 1932 bis zur Übernahme der Landesregierung durch die Nationalsozialisten am 10. März 1933 Innenminister der Republik Baden. Nach Kriegsende war er Rechtsanwalt am Bundesgerichtshof.
Am 10. Juli 1932 wurde Umhauer zum Mitglied der Badischen Landessynode gewählt und bei der Konstituierung der Synode am 4. Oktober 1932 zu ihrem Präsidenten bestellt. Er blieb bis 1960 im Amt.
Daneben war er Mitglied des Landeskirchenrates und Richter in kirchlichen Gerichten.
Er war Mitglied der Studentenverbindung AV Albingia-Schwarzwald-Zaringia Freiburg.

## Ehrungen
- 1950: Ehrensenator der TH Karlsruhe
- 1952: Verdienstkreuz (Steckkreuz) der Bundesrepublik Deutschland